# Lille tinamu
Lille tinamu (latin: Crypturellus soui) er en fugleart, der lever i det nordligste Sydamerika samt i Mellemamerikas sydlige del.